# José Fernández-Pacheco
José Fernández Pacheco y Campuzano (Burgos, 1869 - ¿?, 1947) fue un músico español que desarrolló su carrera como compositor, director de orquesta y editor.
Estudió en el Conservatorio de Madrid, donde alcanzó primeros premios en solfeo, armonía, piano y composición. Fue profesor del Colegio de la Hermandad Refugio de la capital española, y durante siete temporadas ocupó el puesto de maestro concertador del Teatro Real. Durante unos años prestó sus servicios como maestro corrector, reductor y adaptador para la industria editorial musical y dirigió la parte artística de una fábrica de rollos de pianola.
Además de numerosas composiciones religiosas y obras para piano, que fueron editadas, se le debe la música de varias zarzuelas, entre ellas El guardapiés del diablo, El contrabando (en colaboración con José Serrano) o El paraíso de Mahoma y El triunfo del amor (ambas en colaboración con José María Alvira).